# Never Forget (chanson de Michael Jones)
Pour les articles homonymes, voir Never Forget et Je te donne.
Pistes de Celtic Blues
I've Been There
(3)
Never Forget est une chanson composée et interprétée par Michael Jones.

## Historique
Contrairement à Jean-Jacques Goldman, Michael Jones continue d'écrire des albums. Après Prises et reprises sorti en 2004 comportant majoritairement des chansons francophones, Celtic Blues ne comportera que des chansons anglophones. Never Forget est la première chanson de cet album et est la seule à avoir un clip officiel, avec Tout seul mais.... Dans sa chanson, Michael Jones parle principalement de son pays natal ; le Pays de Galles.

## Accueil
Never Forget connaîtra surtout son succès sur le net, dont la vidéo atteindra les 13 951 vues.